# Daniel F. Akerson
Daniel F. Akerson (né le 21 octobre 1948 à San Diego) est l'ancien PDG du constructeur automobile américain General Motors. Cette dernière étant depuis 2014 dirigée par Mary Barra. 

## Biographie
Daniel F. Akerson est né à San Diego en Californie le 21 octobre 1948.
Il a grandi à Mankato dans le Minnesota, et réside actuellement à McLean, en Virginie. Il obtient un Bachelor degree en ingénierie à l'Académie navale d'Annapolis (classe de 1970) et une Maîtrise universitaire ès sciences en économie à la London School of Economics. Daniel F. Akerson  sert en tant qu'officier sur un navire destroyer de 1970 à 1975. Il est un républicain. Akerson et son épouse Karin ont trois enfants.

## Carrière
Akerson commence sa carrière chez MCI Communications en 1983 où il occupe le poste de CFO plusieurs années. Il quitte MCI en 1993 pour prendre la direction de General Instrument, où il succède à l'ancien secrétaire à la Défense Donald Rumsfeld.
En 1996, Akerson est embauché pour prendre la direction de Nextel Communications. Durant son mandat en tant que PDG, les revenus de Nextel sont passés de 171,7 M $ l'année précédant son arrivée à plus de 3,3 milliards de dollars en 1998. Peu de temps après sa démission en tant que PDG de Nextel en juillet 1999, Akerson est introduit par Craig McCaw pour diriger Nextlink Communications, plus tard rebaptisé XO Communications . XO Communications fait faillite en juin 2002 et Akerson démissionne de son poste de PDG en décembre 2002. Akerson rejoint le Carlyle group en 2003. Pendant son séjour chez Carlyle, Akerson s'occupe du plus important fonds privé de la Société.
En juillet 2009, Akerson est nommé au conseil d'administration de General Motors en tant que représentant du Trésor américain, qui détient une participation de 61% dans GM. Le 12 août 2010, on annonce qu'Akerson serait le successeur de Ed Whitacre (en) en tant que PDG de General Motors, à compter du 1er septembre 2010 et assumerait également le poste de Président du Conseil à partir du 1er janvier 2011. Au cours de la première année d'activité d'Akerson au poste de CEO (2011), General Motors obtient un profit net record de 7.6 milliards de dollars et un chiffre d'affaires de 150 milliards de dollars.
En 2010, Akerson reçoit le prix humanitaire McKenna  pour son financement de la Place Marguerite, un centre communautaire à Washington, DC. Citant son leadership et son action qui ont permis la reprise de GM, le Club des cadres de Chicago  a décerné à M. Akerson le très prestigieux International Exécutive of the Year Award. De même, il a reçu le Detroit Free Press Automotive Leadership award  en avril 2013 pour avoir aidé GM à sortir de la crise.